# Titus Anni
Titus Anni (en llatí Titus Annius) va ser un magistrat romà que va viure al segle iii aC.
Va ser nomenat triumvir (triumviri coloniae deducendae) per fundar colònies a la Gàl·lia Cisalpina. Mentre feia la seva tasca es van revoltar els bois i es va haver de refugiar a Mutina l'any 218 aC.